# Battle Hymns
Albums de Manowar
Into Glory Ride
(1984)
Battle Hymns est le 1er album du groupe de heavy metal Manowar sorti en 1982. Tous les titres sont de Joey DeMaio et Ross the Boss, à l'exception de William's Tale qui est inspiré de l'œuvre de Gioachino Rossini.
Cet album est celui où l'on ressent le plus les influences hard rock de Manowar, le groupe évoluera par la suite dans un registre beaucoup plus épique, dans la lignée du titre de clôture annonciateur Battle Hymn, et cela en particulier sur l'album suivant Into Glory Ride.
Le groupe a décidé de réenregistrer l'album, intitulé Battle Hymns 2011. L'album contient les 8 pistes déjà présentes plus deux titres live bonus et la sortie européenne est prévue pour novembre 2010. Pour la nouvelle version de cet album, Manowar a fait appel à Christopher Lee pour enregistrer la voix sur Dark Avenger, qui a été enregistrée en 1982 par Orson Welles. L'enregistrement s'est déroulé aux Studios Abbey Road.

## Composition du groupe

### Version originale
- Eric Adams – chants
- Joey DeMaio – basse
- Ross the Boss – guitare
- Donny Hamzik – batterie

### Version réenregistrée
Les mêmes, sauf :
- Karl Logan - guitare

## Liste des titres
| No | Titre          | Auteur                         | Durée |
| -- | -------------- | ------------------------------ | ----- |
| 1. | Death Tone     | Joey DeMaio, Ross the Boss     | 4:48  |
| 2. | Metal Daze     | Joey DeMaio                    | 4:18  |
| 3. | Fast Taker     | Joey DeMaio, Ross the Boss     | 3:56  |
| 4. | Shell Shock    | Joey DeMaio, Ross the Boss     | 4:04  |
| 5. | Manowar        | Joey DeMaio, Ross the Boss     | 3:35  |
| 6. | Dark Avenger   | Joey DeMaio, Ross the Boss     | 6:20  |
| 7. | William's Tale | Joey DeMaio, Gioachino Rossini | 1:52  |
| 8. | Battle Hymn    | Joey DeMaio, Ross the Boss     | 6:55  |

| 9.  | Death Tone (live) | Joey DeMaio, Ross the Boss | 4:46 |
| 10. | Fast Taker (live) | Joey DeMaio, Ross the Boss | 3:50 |